# Eastbourne International 2019
Eastbourne International 2019 (також відомий під назвою Nature Valley International за назвою спонсора) - чоловічий і жіночий тенісний турнір, що проходив на відкритих кортах з трав'яним покриттям Devonshire Park Lawn Tennis Club в Істборні (Велика Британія). Це був 45-й за ліком Eastbourne International серед жінок і 9-й - серед чоловіків. Належав до  категорії Premier в рамках Туру WTA 2019, а також до серії ATP 250 в рамках Туру ATP 2019. Тривав з 23 до 29 червня 2019 року.

## Очки і призові

### Нарахування очок
| Дисципліна                 | П   | Ф   | ПФ  | ЧФ  | 1/8 | 1/16 | Round of 48 | Q   | Q2  | Q1  |
| Чоловіки, одиночний розряд | 250 | 150 | 90  | 45  | 20  | 0    | Н/Д         | 12  | 6   | 0   |
| Чоловіки, парний розряд    | 250 | 150 | 90  | 45  | 0   | Н/Д  | Н/Д         | Н/Д | Н/Д | Н/Д |
| Жінки, одиночний розряд    | 470 | 305 | 185 | 100 | 55  | 30   | 1           | 25  | 13  | 1   |
| Жінки, парний розряд       | 470 | 305 | 185 | 100 | 1   | Н/Д  | Н/Д         | Н/Д | Н/Д | Н/Д |

### Призові гроші
| Дисципліна                 | П        | F       | ПФ      | ЧФ      | 1/8     | 1/16   | Round of 48 | Q2     | Q1     |
| Чоловіки, одиночний розряд | €117,930 | €62,115 | €33,650 | €19,170 | €11,295 | €6,690 | Н/Д         | €3,010 | €1,505 |
| Жінки, одиночний розряд    | $173,680 | $92,540 | $46,275 | $23,455 | $12,200 | $6,380 | $4,205      | $2,325 | $1,400 |
| Чоловіки, парний розряд    | €35,830  | €18,830 | €10,210 | €5,840  | €3,420  | Н/Д    | Н/Д         | Н/Д    | Н/Д    |
| Жінки, парний розряд       | $54,695  | $28,950 | $15,925 | $8,109  | $4,400  | Н/Д    | Н/Д         | Н/Д    | Н/Д    |

## Учасники основної сітки в рамках чоловічого турніру

### Сіяні учасники
| Країна          | Гравець           | Рейтинг1 | Сіяний |
| --------------- | ----------------- | -------- | ------ |
| Аргентина       | Гвідо Пелья       | 24       | 1      |
| Сербія          | Ласло Дьєр        | 27       | 2      |
| Велика Британія | Кайл Едмунд       | 30       | 3      |
| Сербія          | Душан Лайович     | 31       | 4      |
| Іспанія         | Фернандо Вердаско | 37       | 5      |
| Франція         | Жиль Сімон        | 38       | 6      |
| Італія          | Марко Чеккінато   | 40       | 7      |
| Молдова         | Раду Албот        | 41       | 8      |

- 1 Рейтинг подано станом на 17 червня 2019.

### Інші учасники
Нижче наведено учасників, які отримали вайлд-кард на участь в основній сітці:
- Jay Clarke
- Кайл Едмунд
- Dan Evans

Учасники, що потрапили до основної сітки як особливий виняток:
- Фелісіано Лопес

Нижче наведено гравців, які пробились в основну сітку через стадію кваліфікації:
- Томас Фаббіано
- Paul Jubb
- Тенніс Сандгрен
- James Ward

Такі тенісисти потрапили в основну сітку як Щасливі лузери:
- Деніс Кудла
- Juan Ignacio Londero

### Відмовились від участі
До початку турніру
- Маттео Берреттіні → його замінив  Juan Ignacio Londero
- Рішар Гаске → його замінив  Сем Кверрі
- Філіпп Кольшрайбер → його замінив  Стів Джонсон
- Фелісіано Лопес → його замінив  Деніс Кудла

## Учасники основної сітки в парному розряді

### Сіяні пари
| Країна          | Гравець               | Країна    | Гравець            | Рейтинг1 | Сіяний |
| --------------- | --------------------- | --------- | ------------------ | -------- | ------ |
| Колумбія        | Хуан Себастьян Кабаль | Колумбія  | Роберт Фара        | 10       | 1      |
| Аргентина       | Максімо Гонсалес      | Аргентина | Орасіо Себальйос   | 40       | 2      |
| Франція         | Фабріс Мартен         | Франція   | Едуар Роже-Васслен | 60       | 3      |
| Велика Британія | Домінік Інглот        | США       | Остін Крайчек      | 70       | 4      |

- 1 Рейтинг подано станом на 17 червня 2019.

### Інші учасники
Нижче наведено пари, які отримали вайлдкард на участь в основній сітці:
- Scott Clayton /  James Ward
- Dan Evans /  Lloyd Glasspool

Нижче наведено пари, які отримали місце в основній сітці як заміни:
- Ніколас Монро /  Фернандо Вердаско

### Відмовились від участі
До початку турніру
- Леонардо Маєр

## Учасниці основної сітки в рамках жіночого турніру

### Сіяні пари
| Країна          | Гравчиня            | Рейтинг1 | Сіяна |
| --------------- | ------------------- | -------- | ----- |
| Австралія       | Ешлі Барті          | 2        | 1     |
| Чехія           | Кароліна Плішкова   | 3        | 2     |
| Нідерланди      | Кікі Бертенс        | 4        | 3     |
| Німеччина       | Анджелік Кербер     | 6        | 4     |
| Україна         | Еліна Світоліна     | 7        | 5     |
| Румунія         | Сімона Халеп        | 8        | 6     |
| США             | Слоун Стівенс       | 9        | 7     |
| Білорусь        | Арина Соболенко     | 10       | 8     |
| Латвія          | Анастасія Севастова | 12       | 9     |
| Швейцарія       | Белінда Бенчич      | 13       | 10    |
| Данія           | Каролін Возняцкі    | 14       | 11    |
| КНР             | Wang Qiang          | 15       | 12    |
| Чехія           | Маркета Вондроушова | 16       | 13    |
| Велика Британія | Джоанна Конта       | 18       | 14    |
| Німеччина       | Юлія Гергес         | 19       | 15    |
| Естонія         | Анетт Контавейт     | 20       | 16    |

- 1 Рейтинг подано станом на 17 червня 2019.

### Інші учасниці
Нижче наведено учасниць, які отримали вайлд-кард на участь в основній сітці:
- Гаррієт Дарт
- Сімона Халеп
- Анджелік Кербер
- Кейті Свон
- Гезер Вотсон

Учасниці, що потрапили в основну сітку завдяки захищеному рейтингу:
- Анна-Лена Фрідзам

Нижче наведено гравчинь, які пробились в основну сітку через стадію кваліфікації:
- Фіона Ферро
- Полона Герцог
- Вероніка Кудерметова
- Джессіка Пегула
- Саманта Стосур
- Даяна Ястремська

Такі тенісистки потрапили в основну сітку як Щасливі лузери:
- Заріна Діяс
- Дарія Гаврилова
- Вікторія Голубич
- Магда Лінетт
- Полін Пармантьє
- Менді Мінелла

### Відмовились від участі
До початку турніру
- Б'янка Андрееску → її замінила  Євгенія Родіна
- Ешлі Барті → її замінила  Менді Мінелла
- Домініка Цібулкова → її замінила  Ребекка Петерсон
- Юлія Гергес → її замінила  Заріна Діяс
- Татьяна Марія → її замінила  Андреа Петкович
- Анастасія Павлюченкова → її замінила  Тамара Зіданшек
- Алісон Ріск → її замінила  Магда Лінетт
- Анастасія Севастова → її замінила  Вікторія Голубич
- Донна Векич → її замінила  Дарія Гаврилова
- Ван Цян → її замінила  Полін Пармантьє

Під час турніру
- Унс Джабір (травма правого гомілковостопного суглоба)

### Знялись
- Деніелл Коллінз (травма поперекового відділу хребта)
- Олена Остапенко (травма лівого кульшового суглобу)
- Барбора Стрицова (left lower leg injury)

## Учасниці основної сітки в парному розряді

### Сіяні пари
| Країна    | Гравчиня             | Країна     | Гравчиня    | Рейтинг1 | Сіяна |
| --------- | -------------------- | ---------- | ----------- | -------- | ----- |
| Канада    | Габріела Дабровскі   | КНР        | Сюй Їфань   | 20       | 1     |
| Австралія | Саманта Стосур       | КНР        | Ч Шуай      | 21       | 2     |
| США       | Ніколь Мелічар       | Чехія      | Квета Пешке | 27       | 3     |
| Німеччина | Анна-Лена Гренефельд | Нідерланди | Демі Схюрс  | 33       | 4     |

- 1 Рейтинг подано станом на 17 червня 2019.

### Інші учасниці
Нижче наведено пари, які отримали вайлдкард на участь в основній сітці:
- Гаррієт Дарт /  Гезер Вотсон

Нижче наведено пари, які отримали місце в основній сітці як заміни:
- Міхаела Бузернеску /  Анна-Лена Фрідзам
- Дарія Юрак /  Катарина Среботнік

### Відмовились від участі
До початку турніру
- Олена Остапенко (травма лівого кульшового суглобу)
- Чжен Сайсай (травма лівого кульшового суглобу)

Під час турніру
- Віра Звонарьова (травма лівого зап'ястка)

## Фінальна частина

### Чоловіки. Одиночний розряд
- Тейлор Фріц —  Сем Кверрі, 6–3, 6–4

### Одиночний розряд. Жінки
- Кароліна Плішкова —  Анджелік Кербер, 6–1, 6–4

### Парний розряд. Чоловіки
- Хуан Себастьян Кабаль /  Роберт Фара —  Максімо Гонсалес /  Орасіо Себальйос, 3–6, 7–6(7–4), [10–6]

### Парний розряд. Жінки
- Чжань Хаоцін /  Латіша Чжань —  Кірстен Фліпкенс /  Бетані Маттек-Сендс, 2–6, 6–3, [10–6]